# Baron Montagu of Boughton
Baron Montagu of Boughton war ein erblicher britischer Adelstitel, der einmal in der Peerage of England und zweimal in der Peerage of Great Britain verliehen wurde.

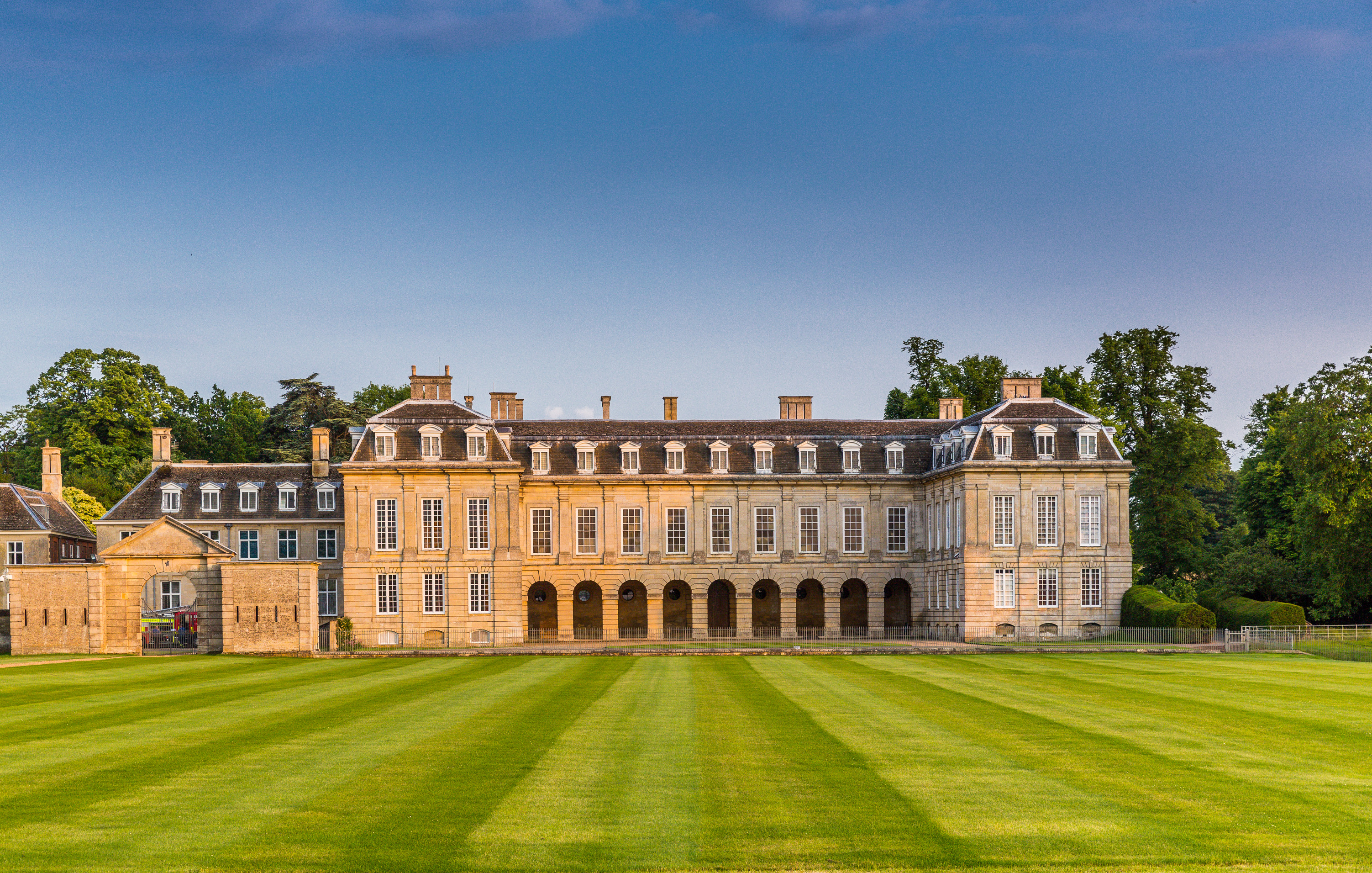
Boughton House

Die territoriale Widmung des Titels bezieht sich auf das Anwesen der Barone, Boughton House in Northamptonshire.

## Verleihungen
Erstmals wurde am 29. Juni 1621 der Titel Baron Montagu, of Boughton in the County of Northampton, durch Letters Patent in der Peerage of England für den Unterhausabgeordneten Sir Edward Montagu geschaffen. Dessen Enkel, der 3. Baron, wurde im April 1689 auch zum Earl of Montagu und Viscount Monthermer, of Monthermer in the County of Essex, sowie am 14. April 1705 auch zum Duke of Montagu und Marquess of Monthermer erhoben. Beim Tod von dessen Sohn, dem 2. Duke, der keine Söhne hatte, erloschen alle fünf Titel am 6. Juli 1749.
In zweiter Verleihung wurde am 17. Oktober 1762 der Titel Baron Montagu of Boughton, of Boughton in the County of Northampton, in der Peerage of Great Britain für John Montagu, Lord Brudenell, neu geschaffen. Er war der einzige Sohn der zweiten Tochter des obigen 2. Dukes, Lady Mary Montagu, aus deren Ehe mit George Montagu, 4. Earl of Cardigan (geborener Brudenell). Als Heir apparent auf den Titel Earl of Cardigan führte er seit Geburt den Höflichkeitstitel Lord Brudenell. Nachdem sein Vater 1766 zum Duke of Montagu und Marquess of Monthermer erhoben worden war, führte er den Höflichkeitstitel Marquess of Monthermer. Er starb kinderlos und vor seinem Vater am 11. April 1770, sodass sein Baronstitel erlosch.
Sein Vater wurde daraufhin am 21. August 1786 in dritter Verleihung zum Baron Montagu of Boughton, of Boughton in the County of Northampton, erhoben, mit dem besonderen Zusatz, dass dieser Titel auch an den zweiten und jeden jüngeren Sohn seiner Tochter Elizabeth, Gattin des Henry Scott, 3. Duke of Buccleuch, und deren männliche Nachkommen vererbbar sei. Entsprechend fiel der Baronstitel bei dessen Tod 1790 an dessen Enkel Lord Henry Montagu-Scott als 2. Baron. Sein Duke- und Marquesstitel erloschen, der Titel Earl of Cardigan fiel an seinen Bruder James Brudenell, 1. Baron Brudenell. Der Baronstitel erlosch schließlich beim Tod des 2. Barons, der keine Söhne hatte, am 30. Oktober 1845.

## Liste der Barone Montagu of Boughton

### Barone Montagu, of Boughton, erste Verleihung (1621)
- Edward Montagu, 1. Baron Montagu of Boughton (1560–1644)
- Edward Montagu, 2. Baron Montagu of Boughton (1616–1684)
- Ralph Montagu, 1. Duke of Montagu, 3. Baron Montagu of Boughton (1638–1709)
- John Montagu, 2. Duke of Montagu, 4. Baron Montagu of Boughton (1690–1749)

### Barone Montagu of Boughton, zweite Verleihung (1762)
- John Montagu, Marquess of Monthermer, 1. Baron Montagu of Boughton (1735–1770)

### Barone Montagu of Boughton, dritte Verleihung (1786)
- George Montagu, 1. Duke of Montagu, 4. Earl of Cardigan, 1. Baron Montagu of Boughton (1712–1790)
- Henry Montagu-Scott, 2. Baron Montagu of Boughton (1776–1845)